# Norwood (Colorado)
Norwood is een plaats (town) in de Amerikaanse staat Colorado, en valt bestuurlijk gezien onder San Miguel County.

## Demografie
Bij de volkstelling in 2000 werd het aantal inwoners vastgesteld op 438.
In 2006 is het aantal inwoners door het United States Census Bureau geschat op 445, een stijging van 7 (1,6%).

## Geografie
Volgens het United States Census Bureau beslaat de plaats een oppervlakte van
0,7 km², geheel bestaande uit land. Norwood ligt op ongeveer 2137 m boven zeeniveau.

## Plaatsen in de nabije omgeving
De onderstaande figuur toont nabijgelegen plaatsen in een straal van 48 km rond Norwood.